# Zulfija Garipowa
Zulfija Raifowna Garipowa (ros. Зульфия Раифовна Гарипова, ur. 20 listopada 1969) – radziecka, a potem rosyjska judoczka i sambistka. Olimpijka z Atlanty 1996, gdzie zajęła siódme miejsce w wadze półśredniej.
Siódma na mistrzostwach świata w 1995. Startowała w Pucharze Świata w latach 1995-1997. Brązowa medalistka mistrzostw Europy w drużynie w 1996. Wicemistrzyni Rosji w 1994; trzecia w 1996. Trzecia na mistrzostwach WNP w 1992 roku.

## Letnie Igrzyska Olimpijskie 1996
| Konkurencja | Eliminacje         | Repasaże             | Repasaże              | Repasaże                   | Klas. końcowa |
| Konkurencja | Przeciwnik I       | Przeciwnik I         | Przeciwnik II         | Przeciwnik III             | Miejsce       |
| ----------- | ------------------ | -------------------- | --------------------- | -------------------------- | ------------- |
| 56 kg       | Liu Chuang (CHN) P | Corinna West (USA) Z | Huang Ai-chun (TPE) Z | Nicola Fairbrother (GBR) P | 7.            |